# National Workrights Institute
Das National Workrights Institute (NWI) genannt, ist eine US-amerikanische Bürgerrechtsorganisation mit Sitz in Princeton, New Jersey.
Die im Jahr 2000 gegründete Organisation setzt sich für die Beachtung der Rechte der Arbeitnehmer ein und versucht insbesondere, Übergriffe der Arbeitgeber in den privaten Bereich der Arbeitnehmer bekannt zu machen und den Arbeitnehmern Hilfe bei der Abwehr zu geben. Vor allem geht es dem NWI aber darum, deutlich zu machen, dass die Vorschriften zum Schutz der Rechte der Arbeitnehmer unzureichend seien. 
Hierzu werden beispielhafte Fälle aufgegriffen, in denen Arbeitnehmern aus Gründen gekündigt wurde, die dem Privatbereich  zuzuordnen waren (z. B. Unterstützung eines Präsidentschaftskandidaten durch einen Arbeitnehmer, der dem Arbeitgeber nicht genehm war; Kündigung von Arbeitnehmern, weil diese in ihrer Freizeit rauchten.) 
Derzeit werden beispielsweise die Kündigungen angegriffen, die die Firma Weyco ausgesprochen hat, weil Mitarbeiter sich weigerten, sich einem Test zu unterziehen, mit dem überprüft werden sollte, ob sie in ihrer Freizeit rauchten.  